# Bauhinia kockiana
Bauhinia kockiana là một loài thực vật có hoa trong họ Đậu. Loài này được Korth. miêu tả khoa học đầu tiên.

## Hình ảnh

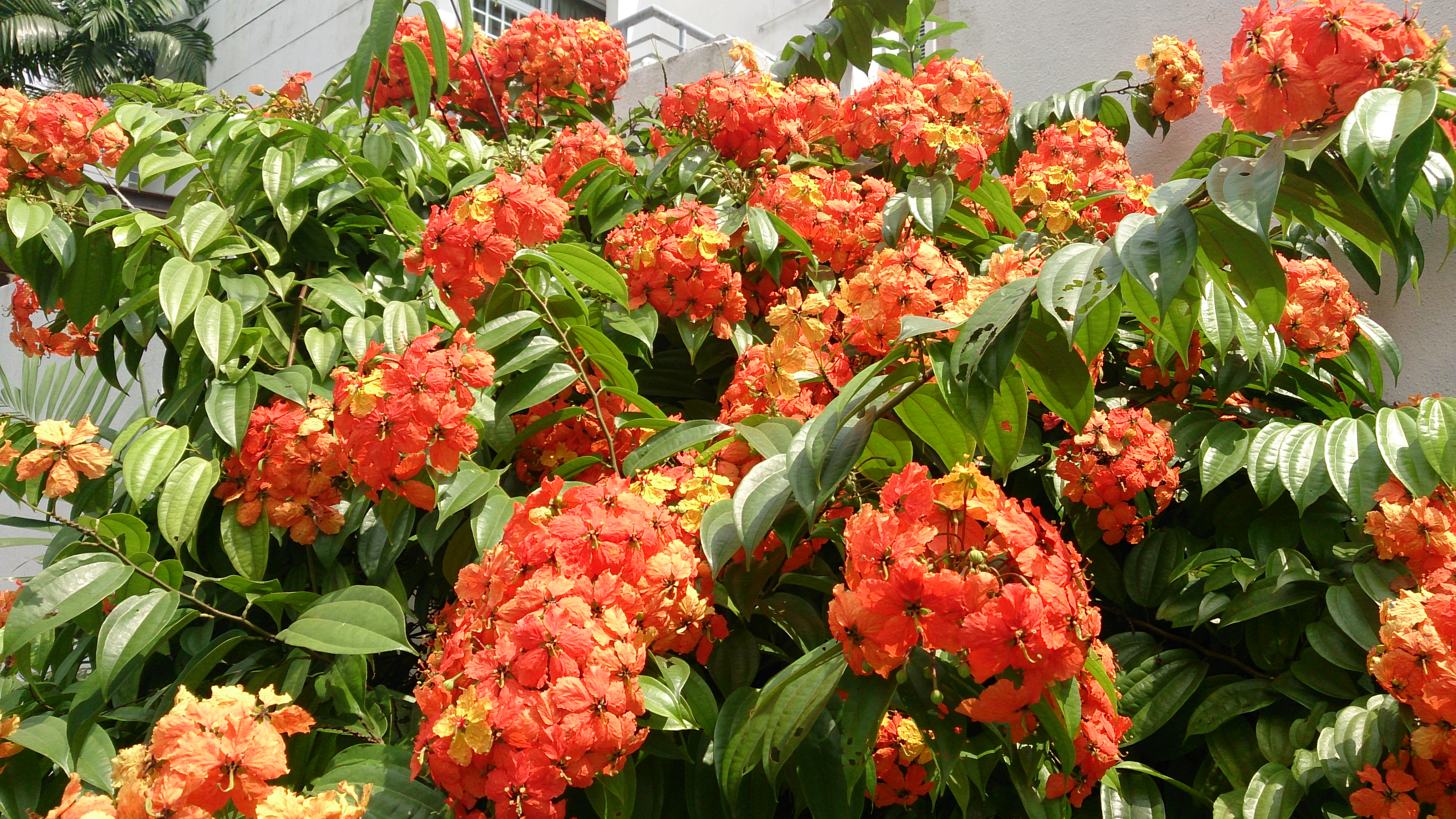
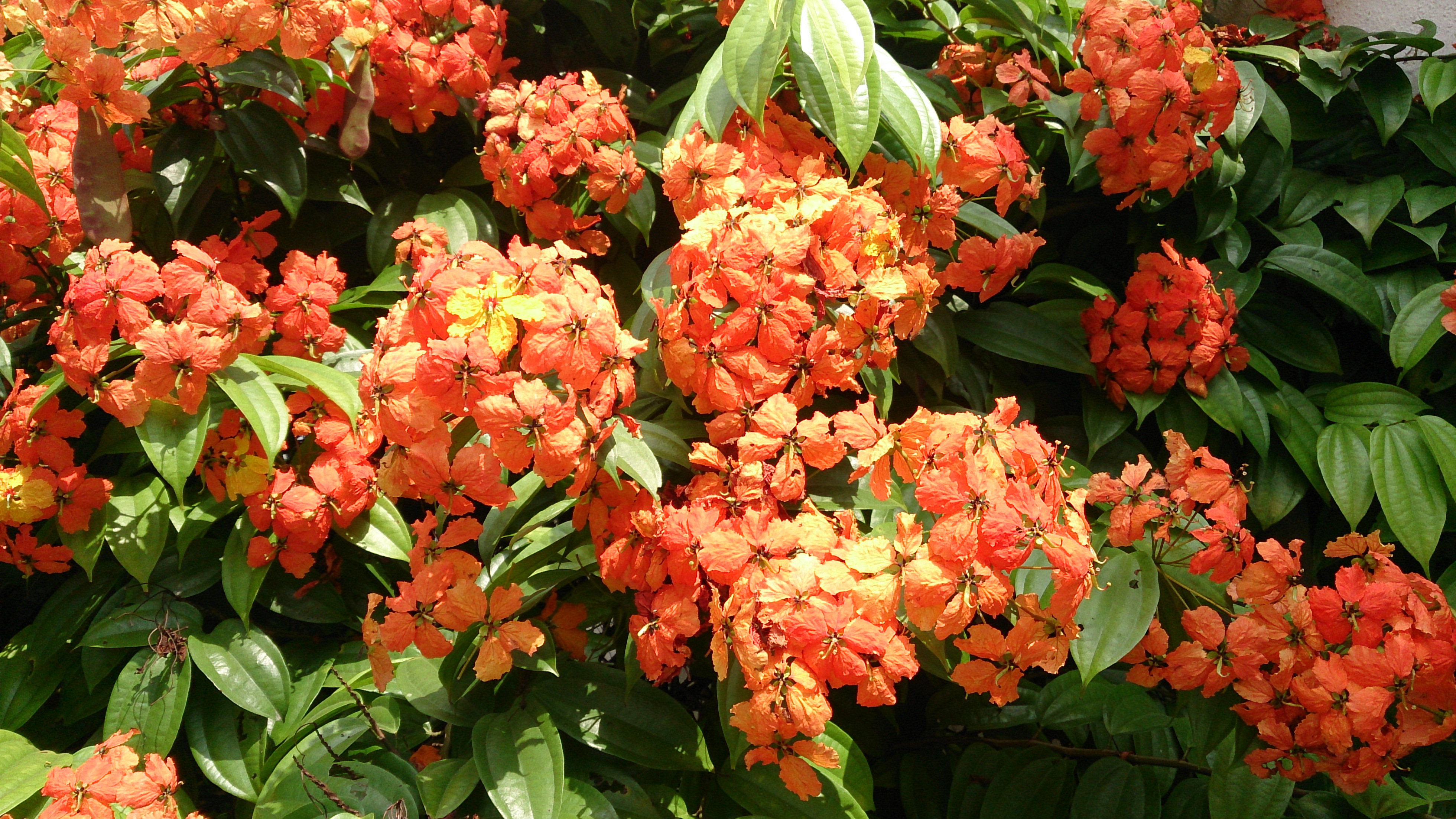
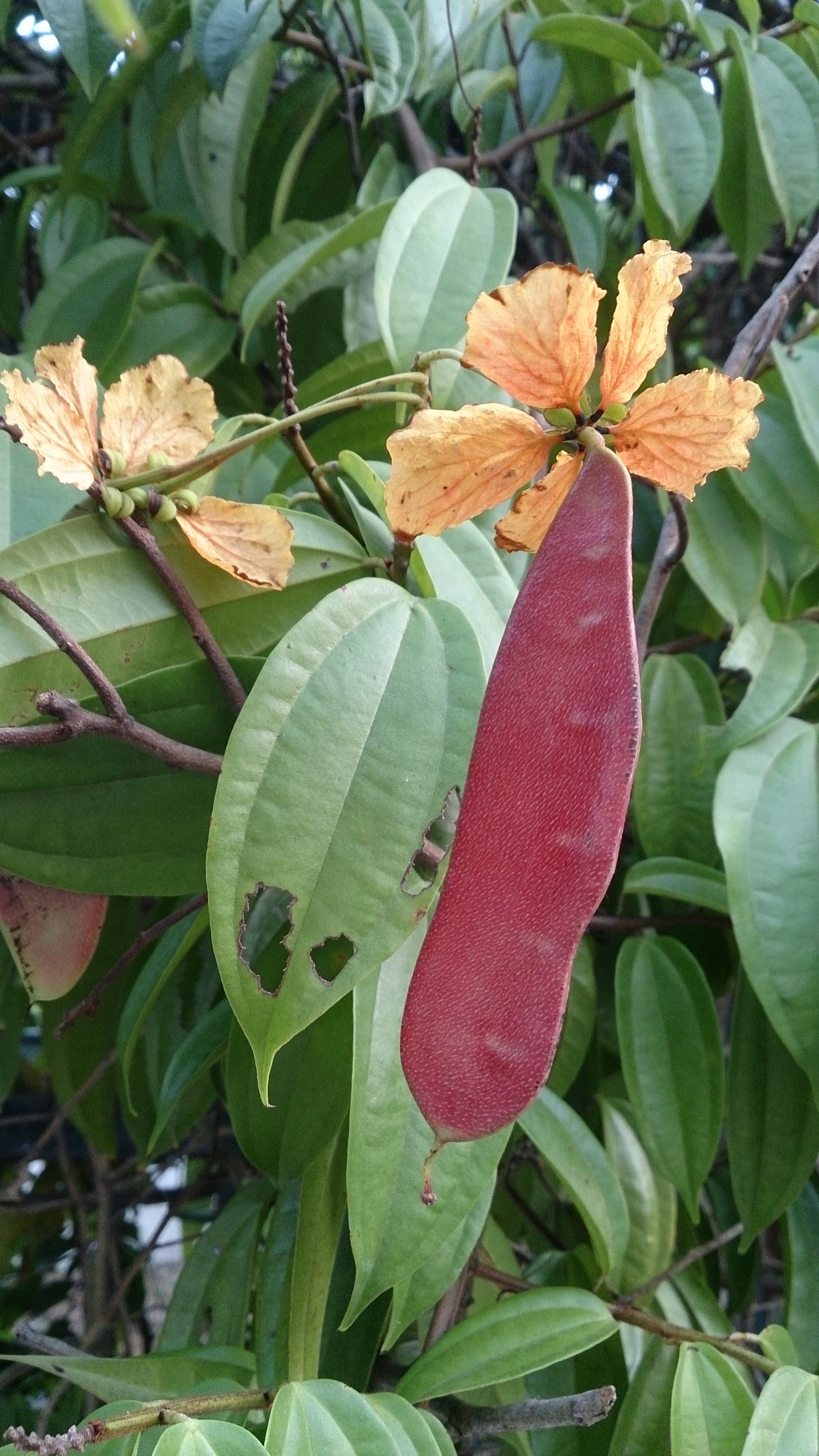
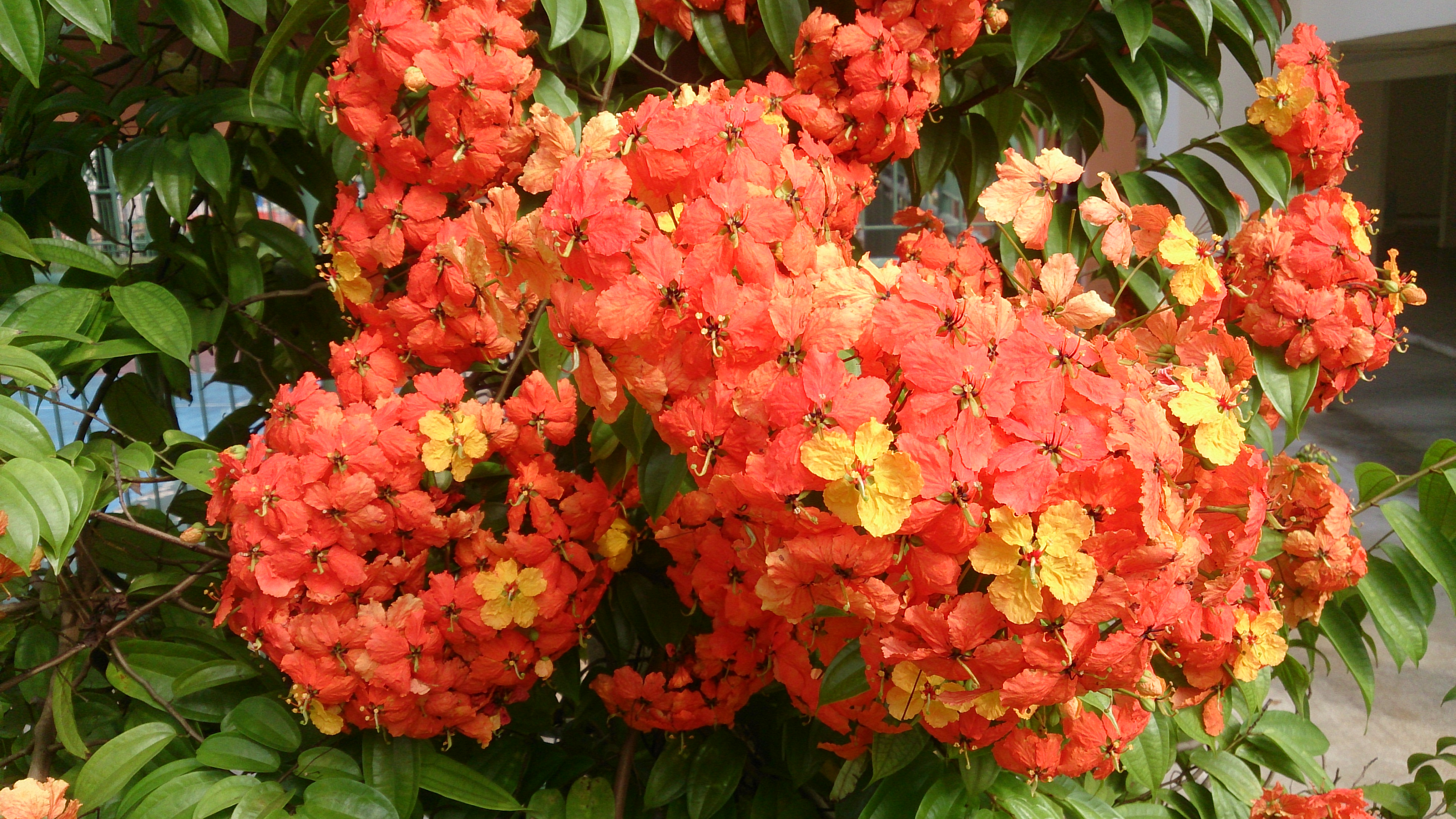